# 布雷密狸藻
布雷密狸藻（學名：Utricularia bremii）為狸藻屬多年生浮水或固著水生的小型食虫植物。其种加词“bremii”来源于瑞士植物采集者雅各·布雷密（Jacob Bremi）。其分布于歐洲中部與西部。

## 外部連結
- 食虫植物照片搜寻引擎中雷密狸藻的照片 （页面存档备份，存于）

 维基共享资源上的相關多媒體資源：雷密狸藻
 維基物種上的相關：雷密狸藻